# Matale

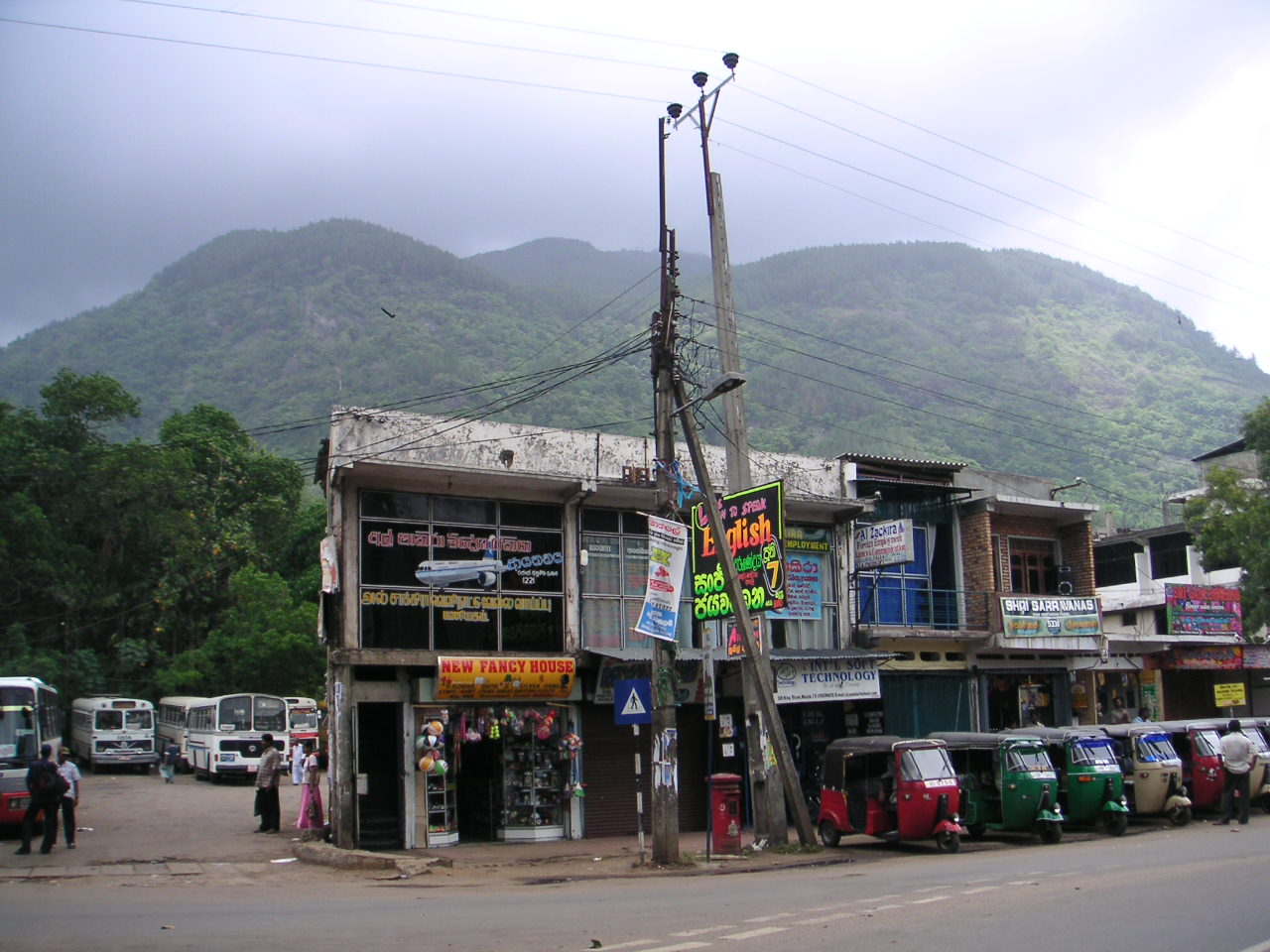
Matale.

Matale är en stad i distriktet Matale i Centralprovinsen i Sri Lanka. Matale ligger 142 kilometer från staden Colombo och 26 kilometer från staden Kandy.